# سه ژنرال مینو
سه ژنرال مینو (به ژاپنی: 西美濃三人衆 Nishi-Mino Sanninshū) به سه ژنرال سامورایی گفته می‌شود که در دوره سنگوکو به خاندان سایتو خدمت می‌کردند:
- اوجیئه نائوتومو همچنین به عنوان اوجیئه بوکوزن شناخته می‌شود.
- آندو موریناری نیز به نام آندو میکیتاری شناخته می‌شود.
- اینابا یوشیمیچی نیز به نام اینابا ایتتسو شناخته می‌شود

آنها به ترتیب تحت فرمان سایتو دوسان، سایتو یوشیتاتسو، سایتو تاتسواوکی و بعداً تحت فرمان اودا نوبوناگا خدمت کردند.